# Lac Regnault
Lac Regnault är en sjö i Kanada.   Den ligger i regionen Nord-du-Québec och provinsen Québec, i den östra delen av landet, 600 km norr om huvudstaden Ottawa. Lac Regnault ligger 374 meter över havet. Arean är 15,2 kvadratkilometer. Den sträcker sig 10,0 kilometer i nord-sydlig riktning, och 6,3 kilometer i öst-västlig riktning.
Omgivningarna runt Lac Regnault är i huvudsak ett öppet busklandskap. Trakten runt Lac Regnault är nära nog obefolkad, med mindre än två invånare per kvadratkilometer.